# Niederländische Badmintonmeisterschaft 1989
Die Niederländische Badmintonmeisterschaft 1989 war die 48. Austragung der nationalen Titelkämpfe im Badminton in den Niederlanden.

## Sieger und Finalisten
| Disziplin    | Gold                                    | Silber               |
| ------------ | --------------------------------------- | -------------------- |
| Herreneinzel | Pierre Pelupessy                        | Uun Santosa          |
| Dameneinzel  | Eline Coene                             | Astrid van der Knaap |
| Herrendoppel | Bas von Barnau Sijthoff Michel Redeker  |                      |
| Damendoppel  | Eline Coene Erica van Dijk              |                      |
| Mixed        | Bas von Barnau Sijthoff Jeanette Coemat |                      |